# StarUML
StarUML ist ein freies UML-Werkzeug. Erklärtes Projekt-Ziel ist die Ersetzung der großen, kommerziellen Applikationen wie etwa Borlands Together oder Rational Rose.
StarUML ist das weltweit erste freie UML-Werkzeug, es verwendet eine modifizierte Version der GNU General Public License.

## Funktionalitäten
StarUML unterstützt bis auf Zeitverlaufsdiagramme und Interaktionsübersichtsdiagramme alle Diagrammarten der Unified Modeling Language 2.0. Objektdiagramme und Paketdiagramme können mit Hilfe des Editors für Klassendiagramme erstellt werden.
StarUML unterstützt Round-Trip-Engineering und modellgetriebene Architektur. Es ist unter anderem möglich, UML-Diagramme aus bestehenden C++-, C#- und Java-Quellcode bzw. umgekehrt aus der UML-Spezifikation (Klassendiagrammen) Quellcode in den genannten Sprachen zu generieren.
StarUML erlaubt es UML-Diagramme im JPEG-Format oder als Windows Metafile zu exportieren. Diagramme können aus XML Metadata Interchange (XMI) Format oder aus Rational Rose Dateien importiert werden.
StarUML selbst speichert UML-Dateien in einem eigenen proprietären Format mit der Endung .uml.

## Geschichte
Im Jahr 1996 startete das Plastic-Projekt. Es war ein einfaches Werkzeug zum Zeichnen von Software-Modulen und deren Abhängigkeiten. Die Version 1.0 von Plastic wurde 1997 als Freeware veröffentlicht, bereits mit Object-Modeling-Technique-Unterstützung.
1998 wurde die Version 1.1 von Plastic mit Unterstützung für UML-Klassendiagramme released. 1999 wurde die Plastic Software, Inc. gegründet und Plastic in der Version 2.0 fertiggestellt. Die Version 2.0 unterstützte alle damaligen Diagramme der UML, sowie Java Codegenerierung und Reverse Engineering.
2001 wurde die Version 3.0 von Plastic mit vollständiger Unterstützung der UML 1.3 fertiggestellt, 2003 wurde Plastic komplett reengineered und neu geschrieben und als Version Plastic 2003 mit UML 1.4 und offenen Schnittstellen released.
2005 wurde Plastic zunächst in Agora Plastic 2005, später dann in StarUML 5.0 umbenannt. Agora Plastic 2005 unterstützte bereits Internationalisierung, StarUML 5.0 unterstützte UML 2.0. StarUML 5.0 war die erste Version, die als Open-Source-Software freigegeben wurde.
Das Projekt hat seit längerer Zeit (Dezember 2005) keinerlei zentrale Updates erfahren, lediglich externe Module wurden aktualisiert.
Der Versuch, StarUML mit Java-Technologie basierend auf der Eclipse-Plattform neu zu entwickeln, scheiterte.
Anfang 2014 wurde die Website von StarUML auf StarUML 2 verlinkt, welches sich als Weiterentwicklung von StarUML sieht. StarUML 2 bedient sich eines neuen Versionierungsschemas, beginnend mit der Version 2.0.0, und ist keine Open-Source-Software mehr. Nach zwölf Betaversionen seit dem 18. Mai 2014 erschien am 29. Dezember 2014 die erste reguläre Version. Am 1. Juni 2018 erschien die nun auf Electron aufsetzende Nachfolgeversion StarUML 3.
Seit Ende 2011 gibt es auch einen Fork des StarUML-Projektes. Unter dem Namen WhiteStarUML wird StarUML weiterhin unter der Verwendung der Programmiersprache Object Pascal weiterentwickelt. WhiteStarUML setzte auf der letzten Version von StarUML (5.0) auf und behielt auch das Versionierungsschema bei.